# General Toschewo

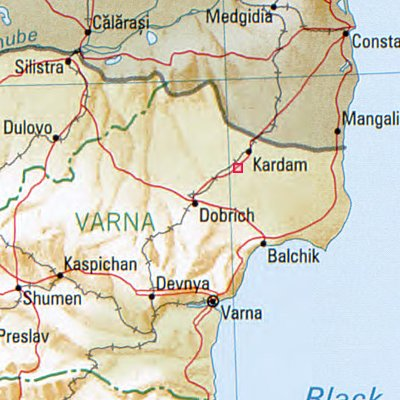
General Toschewo (rotes Viereck) – Bulgarien – Nachbarorte: Dobritsch, Kardam, Baltschik, Mangalia, Silistra, Dulowo, Schumen, Kaspitschan, Dewnja, Warna

General Toschewo [ɡɛnɛˈraɫ toˈʃɛvo] (bulgarisch Генерал Тошево) ist eine Kleinstadt mit etwa 6000 Einwohnern in Nordosten Bulgariens. Sie liegt in der Dobrudscha, in der Oblast Dobritsch und ist Verwaltungszentrum der nach ihr benannten Gemeinde.
Bis 1942 hieß der Ort Kasamkjoj (bulg. Касъмкьой) oder Kasam (bulg. Касъм). Danach wurde er nach dem Erstweltkriegsgeneral Stefan Toschew benannt. Stadtrechte erhielt General Toschewo 1960.

## Geographie
General Toschewo liegt 25 km nordöstlich von Dobritsch in der Nähe der Grenze zu Rumänien.

## Gemeinde General Toschewo
Die Gemeinde General Toschewo hat eine Fläche von 986 km² und eine Einwohnerzahl von 20.668 (25. Januar 1999). Sie besteht aus 42 Dörfern – die größten sind Kardam, Spassowo, Krasen, Rositsa, Wasilewo und Preselenzi.

## Wirtschaft
Fünf Kilometer von General Toschewo entfernt liegt das renommierte nationale Forschungsinstitut für Getreide und Sonnenblumen, das 1951 gegründet wurde und jetzt vor seiner Schließung steht. Es befasst sich mit der Züchtung von Getreidesorten und Sonnenblumen und der Ausarbeitung von Technologien zum Anbau dieser Kulturpflanzen.
Die Landwirtschaft – vorwiegend Getreideanbau – ist traditionell der Hauptwirtschaftszweig dieser Gegend. Andererseits gibt es auch große Waldgebiete.
In den letzten Jahren hat sich eine bescheidene lebensmittelverarbeitende Industrie in diesem ansonsten landwirtschaftlich geprägten Gebiet angesiedelt. Es entstanden kleine und mittlere Betriebe für die Produktion von Fleischkonserven, Käse, Speiseöl, Wurst u. a. Schwächer vertreten sind der Maschinenbau, die Holzverarbeitung und die Keramikproduktion.

## Geschichte
Beim Dorf Goriza wurde der Kopf eines Steinhammers gefunden. Er hat eine Öffnung für einen Stiel und stammt wahrscheinlich aus der Steinzeit/Kupferzeit – ca. 600 bis 400 v. Chr. Beim Dorf Spassowo wurden Reste einer Siedlung der Goten entdeckt. Ebenfalls in der Nähe von Spassowo wurde neben einem großen Grabhügel ein rundes Steingerät entdeckt, das wahrscheinlich kultische Bedeutung hat und thrakisch ist und mit ihrem Sonnenkult zu tun hat. Aus der Zeit der Goten gibt es noch weitere Funde – Amphoren mit Stempeln (oder Abdrücken).
Bei dem Dorf Krasen wurden eine Säule und weitere Fragmente eines Denkmals mit griechischer Aufschrift sowie Elfenbein gefunden. Auch Keramik aus thrakischer und römischer Zeit wurde gefunden. Wahrscheinlich gab es hier eine römische Siedlung.
Im Bereich des Dorfes Pereselenzi liegt eine große römische Festung. Hier wurden Fragmente einer thrakischen Opferplatte aus Marmor und eine gut erhaltene Bronzestatue von Herakles entdeckt.
Einige archäologische Exponate befinden sich in Bukarest im Museum, da die gesamte Dobrudscha zeitweise zu Rumänien gehörte.
Vor 1943, in der rumänischen Zeit, gab es im Ort eine kleine deutsche evangelische Gemeinde von Dobrudschadeutschen. Gegründet 1903. Sie wurde 1943 im Rahmen der als Aktion „Heim ins Reich“ aufgelöst und die Deutsche Bevölkerung, 220 Personen, wurde ins damalige Deutsche Reich umgesiedelt.